# Jouy-sous-Thelle
Jouy-sous-Thelle é uma comuna francesa na região administrativa de Altos da França, no departamento de Oise. Estende-se por uma área de 12,78 km². Em 2010 a comuna tinha 1 052 habitantes (densidade: 82,3 hab./km²).